# Dara Birnbaum
Dara Birnbaum   (Nova York, 29 de juliol de 1946 - Manhattan, 2 de maig de 2025) va ser una videoartista. L'artista va començar la seva etapa professional dintre del videoart durant els anys 1970, un moment en què la figura de la dona estava encara discriminat dintre dels moviments artístics i socials que també va coincidir amb les noves propostes tecnològiques, on la televisió va ser la gran protagonista per la seva influència com a fenomen social dintre de les llars americanes amb l'aparició i difusió dels serials, i d'una manera diferent de fer periodisme. Aquestes influències han estat presents en la seva obra i en la seva implicació amb el moviment feminista que va sorgir dintre del videoart també durant la dècada dels anys 1970, on la imatge de la dona sempre té una posició protagonista i central en les creacions.
L'obra i treballs de l'artista estan centrats en els vídeos i les instal·lacions multimèdia, on en tot moment es fan aportacions que resulten influents i innovadores dintre de l'art contemporani que representa la televisió. El seu art manifesta com portar al màxim exponent la crítica sobre el poder de les imatges que ens mostren els mitjans de comunicació de masses, i com aquestes, estan en relació amb altres moviments que serveixen per definir mitologies culturals i històriques.
La ideologia i estètica que mostra en el seu art se centre en el que representen els mitjans de comunicació, i com aquests a través del vídeo i de la televisió es fan visibles i influeixen en la societat. En aquest sentit, utilitzava el videoart per reconstruir imatges de televisió utilitzant formats de concursos, telenovel·les i programes esportius a través de la repetició d'imatges, i la interrupció que provoquen aquestes juntament amb el text i la música. Les seves obres de vídeo entre els anys 1970 i 1980 són una mostra de la cerca per desconstruir i desmantellar els codis televisius de la representació a partir d'un vocabulari que comparteix amb els diferents mitjans de comunicació, sempre utilitzant un transfon de crítica cap a aquests.

## Biografia
Dara Birnbaum va néixer l'any 1946 a la ciutat de Nova York. Durant els anys 1960 va cursar la Llicenciatura en Arquitectura a la Universitat Carnegie Mellon a la ciutat de Pittsburgh, estudis que va finalitzar l'any 1969. A partir de llavors inicia un període de col·laboracions en diferents estudis d'arquitectura com per exemple Lawrence Halprin & Associates, estudi molt conegut per la seva influència durant els anys 1960 i 1970 per les seves implicacions en la construcció de residencies i centres comercials durant aquella dècada, que va comptar amb noms tan coneguts com Donald Carter o Charles Moore. En aquest període i gràcies a la col·laboració amb l'estudi d'arquitectes a Nova York, Birbaum va poder explorar les seves propostes en relació als espais cívics i als plantejaments on es relacionen la part privada i la cultura de masses en el disseny dels d'espais, fets que posteriorment tindran influència en les seves creacions. La formació de l'artista es completa uns anys després quan el 1973 finalitza la seva llicenciatura en Art a l'Institut d'Art de San Francisco, conegut conegut per la formació de pintors, fotògrafs i artistes com Annie Leibovitz o Paul Kos.
Una vegada acabats els seus estudis decideix traslladar-se a la ciutat de Florència el 1975 on descobreix el videoart a través de la galeria d'art Centro Diffusione Gráfica, on comença a experimentar en diferents creacions. L'any següent el 1976 amb el seu retorn als Estats Units coneix un artista a Nova York que marcarà i influirà el seu estil en el futur, Dan Graham, artista molt conegut per centrar les seves creacions en els anomenats fenòmens culturals, i per incorporar la fotografia, el vídeo i l'art performance per a fer peces molt innovadores amb estructures de vidre i miralls. Aquesta trobada també marcarà de manera definitiva la proposta d'art que Birnbaum crearà en el futur, atès que gràcies a Dan Graham es posa en contacte amb la revista de teoria de cinema britànic anomenada Screen. L'artista americana troba en aquesta publicació una manera d'expressar i reivindicar el context feminista i donar a conèixer nous valors de la dona, valors que en la societat d'aquell moment demandava i defensava a través de la crítica i expressió del cinema.
A mitjans dels anys 1970 Birnbaum comença a desenvolupar els seus primers treballs de vídeo experimental amb l'ajut de la càmera Sony Portapak del seu amic i poeta Alan Sondheim, amb què fa les seves primeres creacions en aquest àmbit del videoart, on busca en tot moment l'exploració i separació entre el cos i la seva representació, utilitzant efectes amb miralls i imatges projectades, i que es materialitzen finalment en obres com l'anomenada Pieza de mando y reflejo. Aquesta tècnica a través de miralls i la deformació dels diferents punts de vista continua en les seves obres de videoart fins a finals dels anys 1970, on a banda d'experimentar amb les imatges, busca centrar la seva temàtica artística en diferents símbols i convencions que sempre estan relacionades amb la televisió i la seva influència en la societat. A través de la fragmentació i repetició d'imatges arriba a innovar en diferents gestos i postures corporals, per poder arribar a examinar diferents tècniques que posen en relleu convencions d'un nou art que està en ple creixement, i que serà la base del videoart basat en la cultura de la televisió.
Aquests procés d'exploració del videoart dut a terme per Birnbaum va servir per posar les bases del que serà la seva creació més important, i a la vegada l'obra per la que és més coneguda: Tecnologia / Transformació: La Dona Meravella, treball que va provocar el reconeixement per art del moviment del videoart en el seu moment, i que va donar renom al treball que ha desenvolupat posteriorment l'artista americana. Aquesta peça de 1978-1979 va ser creada a partir d'imatges de La Dona Meravella, un súper heroïna femenina que serviria d'objecte per comunicar la ideologia del moviment feminista que defenia Birbaum amb les idees i plantejaments que tenen a veure amb la influència de les sèries de televisió. La Mujer maravilla està basada en un personatge fascinant que durant aproximadament sis minuts, i amb diferents escenes d'acció i efectes visuals, aconsegueix transformar a la protagonista, Diana Prince, en una heroïna. Aquesta obra, a més, va voler connectar amb els diferents elements estructurals dels continguts de la televisió, i parlar de la importància que tenia aquest mitjà de comunicació en la societat de masses. Els efectes que va aconseguir l'artista van tenir molta repercussió en el que es va passar a anomenar la televisió en la televisió, i que serveix per a il·lustrar fins a quin punt aquest mitjà estava present en les noves propostes d'art i en l'intent d'explorar el seu efecte en altres disciplines.
L'any 1979 inicia també la seva activitat artística vinculada als vídeo collages, a la vegada que treballa en diferents tasques de postproducció per a una televisió. Durant 1982 crea una peça titulada PM Magazine / Acid rock que va ser utilitzada com a anunci per una empresa d'ordinadors anomenada Wang Computers i com a vídeo presentació per un programa de late show de televisió. En aquesta peça posa en relleu temàtiques de la seva obra que estan en relació amb la societat de consum, la televisió i el feminisme, a través d'una composició on versiona la cançó LA Woman del grup americà The Doors. L'any 1985 va participar el Whitney Bienal en el museu Whitney de Nova York, i posteriorment al 1990 va presentar el seu treball Cannon: Taking to the Street, on a través d'un muntatge de vídeo sobre els aixecaments populars a París el 1968, creat amb l'enllaç d'imatges, es tracten els moviments polítics que van tenir lloc durant la marxa nocturna celebrada a la Universitat de Princeton el 1987, i on també es mostra la revolució social que s'està produint als Estats Units en aquell moment.
L'any 1994 a través del seu muntatge de vídeo Hostages també desenvolupa la seva vessant més política del seu art, amb una creació d'imatges del segrest i assassinat de l'empresari alemany Hanns-Martin Shleyer durant l'any 1977, en el conegut com Deutscher Herbst.
L'any 2010 l'artista va guanyar el premi Fellow de l'associació d'artistes americans vius com a reconeixement de la seva obra i la seva aportació al vídeoart. Actualment L'obra de Birbaum està exposada a la col·lecció de la Galeria Nacional de Canada.
Va morir el 2 de maig de 2025.

## Obra
L'obra de Dara Birnbaum desenvolupa, des dels seus inicis, la conjunció entre els fragments que fan referència a la tecnologia i la nova proposta social, i que a la vegada són el subjecte i la raó de ser del seu art. En aquest procés l'artista assenyala la potència de la imatge com a gest artístic, i a la vegada, com a record i recreació del que vol arribar a mostrar. Les seves peces també volen arribar a reflexionar sobre els efectes de la televisió i l'electrònica dintre de la societat que durant els anys 1960 i 1970 estava sorgint als Estats Units d'Amèrica, i de com aquesta està interactuant amb els nous dispositius i la renovació de continguts.
Un altre aspecte molt important de l'obra de Birnbaum és la que es basa en el seu anàlisi sobre la decisió i distribució de les imatges per poder crear les seves obres. Unes imatges que sempre tenen com a punt de mira la televisió i el llenguatge visual popular que predominava també durant els anys 1920 a Amèrica. Durant els anys 1970, a través del seu interès per desenvolupar la disciplina del videoart, i la teoria de la televisió i la imatge de cinema aplicada a l'art, aconsegueix crear noves propostes que tenen com a protagonista la imatge en moviment, i com aquestes serveixen per transmetre idees sempre en relació al feminisme i a la tecnologia. Aquests referents que Birnbaum sempre té present en les seves vídeo-presentacions donen sentit a un joc visual d'una sola via, on l'emissor alimenta el consumidor mitjançant un joc constant i imparable d'imatges.
L'artista en tot moment utilitza la imatge com a forma d'expressió per poder descodificar una nova manera d'entendre l'art a través del vídeo, i de les influències d'aquest amb la televisió. Influències en tot moment relacionades amb els moviments polítics i socials que es veuen en totes les seves creacions des de Technology/Transformation: Wonder Woman, fins a les seves obres més recents.

## Obres representatives i exposicions
- 1978-1979. Nova York - Tecnologia y Transformación.[12]
- 1978. Nova York. (A)Drift of Politics: Two Women Are Active in A Space
- 1979. Nova York. MOMA. Kiss the girls: Make them Cry[13]
- 1980. Local TV Newa Analysis
- 1980. Nova York. Pop-Pop Video
- 1980. General Hospital/Olympic Women Speed Skating[14]
- 1980. Kojak/Wang[14]
- 1980. Remy/Grand Central: Trains and Boats and Planes[14]
- 1982. Fire! Hendrix
- 1982. Nova York – PM Magazine/Acid Rock
- 1983. Damnation of Faust: Evocation
- 1984-92. Chicago. Rhona Hoffman Gallery
- 1985. Damnation of Faust: Will-o'-the-Wisp (A Deceitful Goal)
- 1987. Artbreak, MTV Networks, Inc.
- 1987. Nova York. ICP. International Center of Photography. Damnation of Faust: Charming Landscape
- 1990. Canon: Taking to the Streets, Part One: Princeton University - Take Back the Night
- 1991. Chicago. Rhona Hoffman Gallery. Tiananmen Square: Break-In Transmission
- 1992. Transgressions
- 1994. Nova York. Paula Cooper Gallery. Dara Dirnbaum
- 1995. Viena. Kunsthalle wien project space karlsplatz
- 1999. Nova York. Leo Koenig Inc. Dara Dirnbaum
- 2001. Paris. Galerie Marian Goodman. Erwartung 1995/2001.
- 2002. Nova York. Marian Goodman Gallery. Expectancy 1995/2001 .
- 2003.	Nova York. The Jewish Museum. Erwartung – Expectancy- A videoinstallation by Dara Birnbaum
- 2006. Viena. Tecnology/Transformation: Wonder Woman Museumsquartier.
- 2009. Londres. Wilkinson Gallery. Dara Birnbaum:First statements and then some...
- Kitakyushu. Center for contemporany Art, CCA Kitakyushu. Dara Birnbaum.
- Gante. SMAK Stedelijk Museum voor Actuele kunst. Retrospective: the dark matter of media light.
- 2010. Porto. Museu de Serralves. Dara Bimbaurn – A Matéria Negra Da Luz Dos Media.
- 2011. Londres. SLG South London Gallery. Dara Birnbaum
- Nova York. Marian Goodman Gallery. Dara Birnbaum
- 2012.	Michigan. Fleckenstein Video Gallery, Flint Intstitute of Arts. Dara Birnbaum: Technology/Transformation:	Wonder woman

## Influències
Dara Birnbaum i les seves creacions han rebut influències d'artistes del videoart tan importants com Nam June Paik, considerat un dels fundadors d'aquesta corrent d'expressió artística. En aquest sentit l'artista americana aplica en la seva obra un manera de mostrar al món on tot està relacionat amb l'entreteniment i la imatge a través de la conjunció creada per la televisió i els mitjans analògics i digitals, elements que utilitza com a objectes per expressar l'exploració artística. El vídeo i la imatge també es conjuguen dintre del seu art amb el so i l'exploració de la natura, que busca en tot moment una manera d'expressió comunicativa i informativa amb la societat, combinant així un procés experimental, formal i filosòfic, sempre amb la influència que rep de diferents recursos narratius, estètics i conceptuals.
La influència del videoart està present en la obra de Birnbaum des dels seus inicis amb l'exploració que realitza a través de les imatges, on la televisió i la transformació que aquesta realitza en la societat, serveixen de base per expressar els seus pensaments, i on la figura de la dona té molta importància. El videoart va sorgir com una proposta d'acció que reclama en tot moment una implicació no contemplativa del espectador, fet que també es veu en les peces de Birnbaum, on en tot moment busca una reacció per part de qui està davant de l'obra, i que enllaça amb la forma d'expressió que els artistes del videoart busquen dintre en les seves creacions. L'etapa inicial de Birnbaum coincideix també amb les propostes del moviment videoart, on la relació i contraposició entre els nous mitjans tecnològics i la televisió sobresurten en front de l'art que buscava maneres d'expressió sense cap ajut dels dispositius electrònics. En aquesta primera etapa de l'artista americana, la influència de June Paik es clara per aquesta cerca de mitjans que puguin ajudar en l'exploració del seu art, on el mitjà televisiu resulta molt efectiu i pràctic per mostrar un context que socialment es entès per tothom, i que també suposa part de la nova cultura mediàtica contemporània.
Un altre referent molt important en el treball de Birnbaum és el seu amic i conegut Dan Graham. Graham la introdueix en l'art conceptual i els treballs que es desenvolupen de performance en fotografia i vídeo que l'artista americana aviat va incorporar en les seves creacions. Per altra banda Graham també innova en noves estructures fetes de vidre i miralls que són en tot moment utilitzades en l'obra de Birnbaum, com en el cas de Tecnologia / Transformación: La Mujer Maravilla. Un altre referència que també està present en l'art de Birnbaum ve de la mà del seu amic i artista Alan Sondheim, que malgrat no està dintre del corrent del videoart, sí que té influències en d'altres aspectes de l'art tecnològic, que marquen pautes a futures obres de l'artista americana en conceptes que tenen a veure amb la utilització de làsers o els espais virtuals per a la creació de les seves exposicions i instal·lacions.